# Kovács Ágoston István
Kovács Ágoston István (Győr, 1751. április 4. – Esztergom, 1823. október 2.) Szent Ferenc-rendi szerzetes, házfőnök, hitszónok, tartományfőnök.

## Élete
Kovács István és Szabó Judit fia. Elvégezvén alsó tanulmányait, gazdasági hivatalba lépett, amelytől 1772-ben megválván, Szent Ferenc-rendi szerzetes lett. Próbaévét Keszthelyen töltötte és Boldogasszonyban hallgatta a hittudományokat, 1776. szeptember 10-én pappá szentelték. Több helyütt mint segédlelkész, később hitszónoki minőségben a népesebb városokban 21 évig dicséretesen működött. A házfőnöki tisztet Andacson, Komáromban és Szentantalban viselte. 1818-ban rendkormányzóvá választották. 1821-ben nyugalomba lépett és élte végnapjait Esztergomban töltötte.

## Munkái
- Szentek dicsérete és követése az az ünnepi prédikácziók, melyekben a dicsőült szentek érdemeiknek magasztalásával, azok erkölcseiknek követésére, élő nyelvével intette a keresztény hiveket. Pest, 1801
- Alkalmatos és alkalmatlan rajta létel. Az az: a keresztényi szent erkölcsöknek követését nyomban sürgető prédikácziók, melyeket a római katolika anya szentegyházban vasárnapokon olvastatni szokott szent evangyeliomoknak érdeme szerént öszve szedett készétett, és több esztendőknek forgása alatt élő nyelvével hirdetett; most pedig közönségre bocsátott. 4 esztendő. Uo. 1802-1805, négy kötet
- Bünösök keserve az az: prédikácziók, melyekben a sz. bőjti heteknek számak szerént hét fő okok elől adatnak. Uo. 1805
- A lélek gondgya az az: prédikácziók, melyekben a szent bőjt heteknek számak szerént két nyomós okokbul, nyilván megmutattatik: hogy mindenek felett lelkünkre kell fő gondot viselnünk. Élő nyelvével 1796. eszt. a székes-fejérvári tek. káptalannak templomában, számossan össze gyült bugzó hallgatók előtt magyarázta, most pedig többeknek lelki hasznokért közre bocsátotta. Uo. 1805